# Norwalk (Iowa)
Norwalk è una città degli Stati Uniti d'America, situata nello Stato dell'Iowa, nella Contea di Warren e in parte nella Contea di Polk.